# Jelsa kommun
Jelsa kommun (norska: Jelsa kommune) var en kommun i Rogaland fylke i sydvästra Norge. Byn Jelsa utgjorde kommunens centralort.

## Administrativ historik
Jelsa kommun upprättades den 1 januari 1838 (som Jælse formannskapsdistrikt) när Formannskapslovene från 1837 trädde i kraft. Kommunen omfattade då den västra delen av nuvarande Suldals kommun (Erfjords, Jelsa och Sands socknar) samt ett mindre område i den norra delen av nuvarande Stavangers kommun (norra delen av ön Ombo).
1859 bröts Sands kommun ut ur kommunen som då minskade från 4 206 invånare före delningen till 2 606 invånare efter.
Den 1 januari 1914 bröts Erfjords kommun ut ur kommunen som då minskade från 2 156 invånare före delningen till 1 539 invånare efter. Den återstående delen omfattade ett område i den västra delen av nuvarande Suldals kommun (Jelsa socken) samt ett mindre område i den norra delen av nuvarande Stavangers kommun (norra delen av ön Ombo).
Den 1 januari 1964 upplöstes kommunen och delades i tre. Huvuddelen (med 928 invånare) fördes, tillsammans med kommunerna Erfjord och Sand och en del av Imslands kommun, till Suldals kommun medan området på ön Ombo förutom Buergårdarna (med 89 invånare) fördes, tillsammans med Sjernarøy kommun och en del av Fisters kommun, till Finnøy kommun (sedan den 1 januari 2020 en del av Stavangers kommun) samtidigt som Buergårdarna (med åtta invånare) fördes, tillsammans med delar av kommunerna Fister och Årdal, till Hjelmelands kommun (vars del av ön Ombo sedan den 1 januari 2020 också är en del av Stavangers kommun). Kommunen hade vid delningen totalt 1 025 invånare.